# Fritiof Swensson
Fritiof Swensson, folkbokförd Ernst Fritiof Svensson, född 14 mars 1889 i Torslanda, idag Göteborgs kommun, död 8 maj 1974 i Göteborgs Annedals församling, var en svensk målare, verksam i Göteborg.

## Biografi
Fritiof Swensson var son till folkskolläraren och organisten Amandus Swensson och hans hustru Eva, född Wessberg. Han var bror till prästen Sigge och arkitekten Ragnar Ossian Swensson.. Fritiof Swensson hade ursprungligen tänkt att bli ingenjör, tog examen från lägre avdelningen vid Chalmers tekniska läroanstalt samt gick ett år på den högre avdelningen, innan han slog om och påbörjade sin konstnärliga utbildning. Han studerade vid Valands målarskola i Göteborg och vid Konstakademien i Stockholm.
Fritiof Swensson målade bland annat figurkompositioner, landskap med och utan figurer och barnporträtt. Han gjorde utsmyckningar till kyrkor, bland annat glasmålningar.
Han är representerad på Nationalmuseum samt på museer i Göteborg, Borås, Eskilstuna och Västerås.
Han var från 1937 gift med Eva Gullberg-Swensson (1899–1996), dotter till predikanten och riksdagsmannen Adam Wilhelm Gullberg och Julia Paulina Petersson. De fick dottern Eva Birgitta (född 1940).
Fritiof Swensson är begravd i Gullbergs familjegrav på Västra kyrkogården i Göteborg.

## Offentlig utsmyckning
- Hovs kyrka, Båstads kommun, altartavla, 1922
- Gamlestadens kapell, Göteborg, altartavla, 1928, vid ombyggnad till Nylöse kyrka ersatt med altartavla från 1600-talet[8]
- Älvsåkers kyrka, Kungsbacka kommun, altarskåp, vid uppförande av nytt altare 1985 ersatt med krucifix av annan konstnär
- Torslanda kyrka, Göteborgs kommun, glasmålningar, 1958[9]
- Västerås domkyrka, glasmålningar i Mariakapellet, 1960[10]